# 身分經濟學
身分經濟學（Identity Economics），或身分認同經濟學，是2001年諾貝爾經濟學獎得主喬治·阿克洛夫以及雷切爾·克蘭頓提出的一個理論。該理論認為，消費行為能夠反映個人身分認同，透過光顧商店獲得身份認同的滿足感，便能創造出個人效用函數上的經濟上的貢獻。

## 現實例子
在現實生活中，身分經濟學的例子包括穆斯林只光顧清真認證的食店，以及香港自反送中運動後出現的黃色經濟圈。